# President Airlines

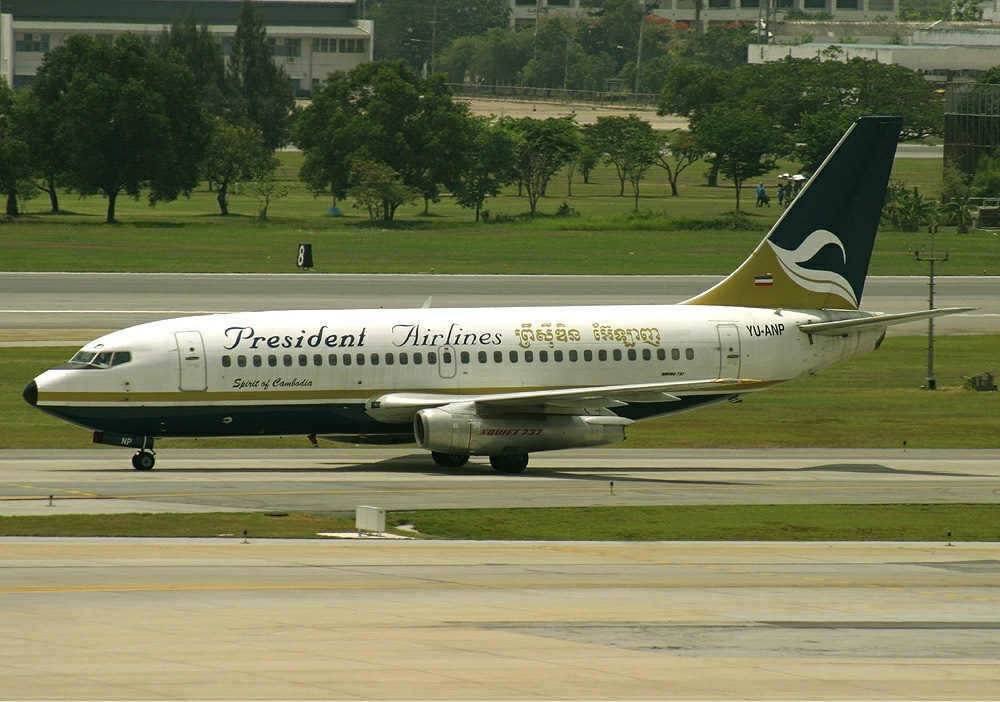
President Airlines

President Airlines is een voormalige luchtvaartmaatschappij, die gevestigd was in Phnom Penh, Cambodja. De maatschappij vloog naar binnenlandse bestemmingen en Bangkok en Taipei.

## Codes
- IATA Code: TO